# Lechmühlen
Lechmühlen ist ein Gemeindeteil der Gemeinde Fuchstal im oberbayerischen Landkreis Landsberg am Lech.

## Geografie
Das Dorf liegt etwa drei Kilometer östlich von Leeder auf einer Schotterterrasse des Lechs unweit der Bundesstraße 17.
Südöstlich des Dorfes befindet sich die Lechstaustufe 12 – Lechmühlen.

## Geschichte
Die erste Erwähnung des Dorfes war im Jahr 1469.
Das Dorf war bis zur Säkularisation 1803 Bestandteil der Hauptmannschaft Mundraching des Pfleggericht Rauhenlechsberg. Im Jahr 1752 werden sechs Anwesen erwähnt. Vier Anwesen sind freieigen, zwei dem Kastenamt Rauhenlechsberg grundbar. Die Landeshoheit lag zunächst bis 1785 beim Hochstift Augsburg, danach bei Kurbayern.
In Lechmühlen standen einst fünf Mühlen. Diese wurden jedoch nicht vom Lech, sondern von einem an der Lechterrassenkante entspringenden Bach angetrieben. Von den ehemaligen Mahlmühlen stellte 1980 die letzte den Betrieb ein, allerdings befinden sich noch zwei Sägemühlen in Betrieb. Die ehemalige Hammerschmiede stellte bereits 1936 den Betrieb ein.

## Johann Baptist Baader
Der Kirchenmaler des bayerischen Rokoko Johann Baptist Baader (1717–1780) stammte aus einer Müllersfamilie aus Lechmühlen.

## Baudenkmäler
In Lechmühlen befindet sich eine katholische Kapelle aus dem 18. Jahrhundert. Die Fresken Johann Baptist Baaders wurden 1870 jedoch übermalt.